# Бібліотека імені Михайла Коцюбинського для дітей
Бібліотека ім. М. М. Коцюбинського для дітей Голосіївського району м. Києва.

## Адреса
03127 м. Київ, Голосіївський проспект, 97-а

## Опис
Площа приміщення бібліотеки — 355 м², книжковий фонд — 32,3 тис. примірників. Щорічно обслуговує 4,8 тис. користувачів, кількість відвідувань за рік — 46,0 тис., книговидач — 106,0 тис. примірникі

## Історія
Бібліотека заснована у 1946 році. Названа на честь українського письменника Михайла Коцюбинського

## Значення
Організовує дозвілля дітей, надає допомогу в розвитку їх творчих здібностей.

## Послуги
- обслуговування в читальному залі;
- доступ до електронного каталогу;
- консультативна допомога бібліографа;
- тематичні бібліографічні ресурси з актуальних питань;
- віртуальні презентації;
- творчі акції, зустрічі з цікавими людьми;
- дні інформації, презентації, бібліографічні огляди тощо.
- всебічне інформаційне забезпечення культурно-освітньої та виховної сфери;
- допомогу у вивченні та розширенні знань шкільної програми;
- виховання культури читання;
- відповіді на всі питання, що цікавлять юних користувачів;
- можливість розкрити свої художньо-літературні таланти на сторінках «Бібліотечної мозаїки», яку видає бібліотека.